# Litia (Vêpres orthodoxes)
Pour le bref service funèbre, voir Litia (service funèbre orthodoxe).
La Litia ou Litie ou encore Litiyá (du grec ancien : Λιτή, litê, « supplication »)
est une procession religieuse festive, suivie d'intercessions, en usage dans les Églises d'Orient — Églises orthodoxes et Églises catholiques de rite byzantin — lors des jours de fête, après les grandes Vêpres ou, quelquefois dans l'année, après l'apodeipnon, en tous cas, selon le Typicon, lorsque sont célébrées des Vigiles nocturnes.
La procession est suivie d'une liturgie appelée Artoclase. Les deux termes Litia et Artoclase peuvent être utilisés pour décrire l'ensemble de ce cérémonial.

## Procession
Aux Vêpres, après la prière des inclinaisons de tête, commence la procession : le clergé, y compris les diacres pourvus d'un encensoir et, lorsque possible, le chœur se dirigent vers le narthex en chantant les stichères du jour. Quand la procession atteint le narthex et que les stichères ont été chantés, le diacre récite une longue série de pétitions (qui constituent le propre de la Litia), demandant l'intercession de nombreux saints et priant pour l'église et le monde :
…Pour le salut du peuple ;

pour ceux qui nous gouvernent ; pour le clergé ;

pour tous les baptisés affligés qui demandent aide ; pour cette ville, ce pays et les chrétiens qui y vivent ;

pour nos pères et frères défunts ;

pour la délivrance de la famine, des épidémies, des tremblements de terre, des inondations, des incendies, de l'épée, de l'invasion des barbares et des guerres civiles…
« Dieu, prends pitié » est chanté à plusieurs reprises après chaque pétition. Puis le prêtre récite une prière qui en résume l'ensemble.
Le prêtre et les diacres se dirigent vers la table d'Artoclase qui a été dressée au centre de la nef ; les autres concélébrants retournent à leurs places habituelles et les Vêpres se poursuivent selon le rituel ordinaire avec l'apostiche (même si la Litia est célébrée avec l'apodeipnon, l'office se termine avec les Vêpres).

### Au-dehors de l'église

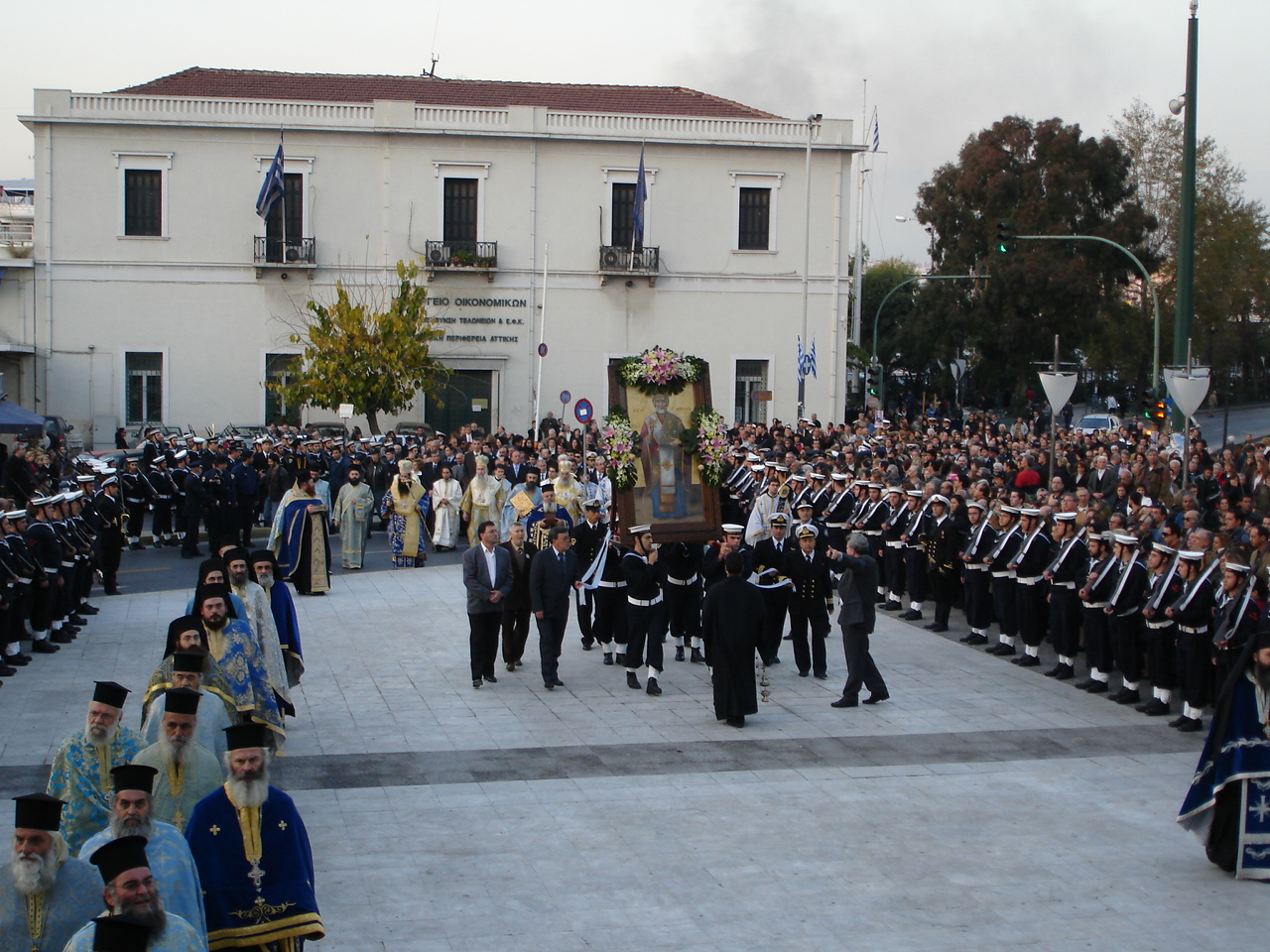
Procession de la Litia à la fête de saint Nicolas au Pirée en Grèce.

Là où c'est la coutume, la procession sort parfois de l'église : la première et la cinquième intercession sont dites devant l'entrée de l'édifice ; les trois autres intercessions sont prononcées devant chacun des trois autres côtés. Dans des circonstances particulières (par exemple en cas de calamité), la Litia peut se déplacer dans les champs, dans des places publiques ou devant la mairie.

## Artoclase

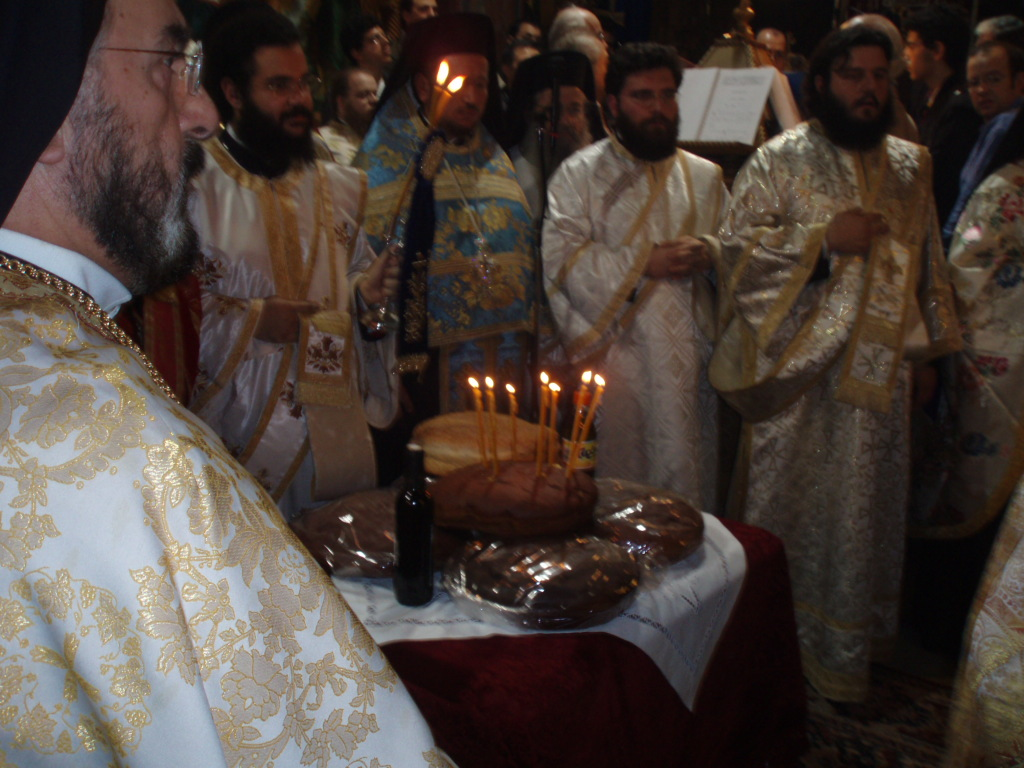
Table d'Artoclase avec des miches de pain et des bouteilles de vin et d'huile d'olive.

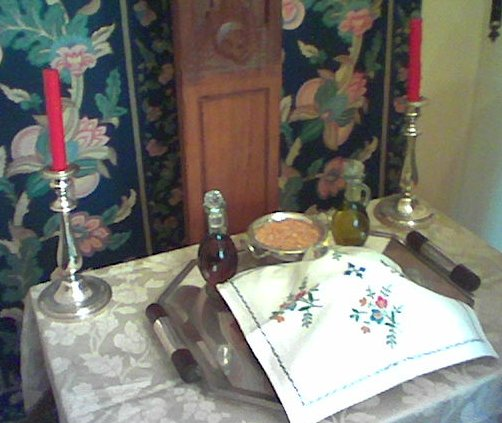
Table d'Artoclase dans la tradition russe. Au premier plan, cinq miches de pain sont couvertes d'un voile brodé. Derrière, au centre, un plat de froment et, de part et d'autre, deux flacons de vin et d'huile d'olive.

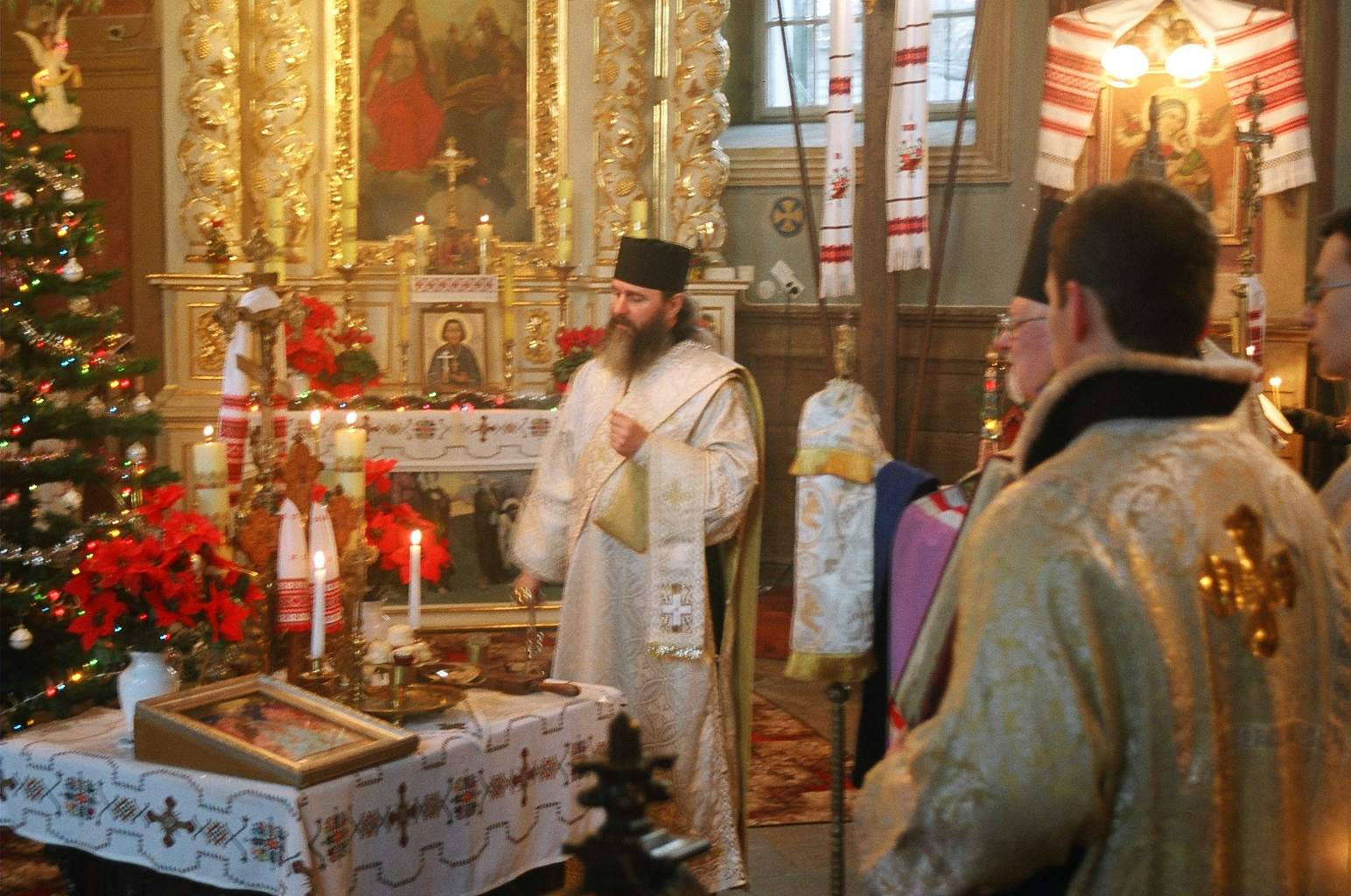
Diacre encensant des miches de pain à la veille de la Nativité, Sanok, Pologne.

Après la procession, le prêtre et diacres retournent au centre de l'église, auprès de la table d'Artoclase, préalablement préparée avec cinq miches de pain levé et des flacons de vin et d'huile d'olive ; dans la tradition russe s'y ajoute un plat de grains de froment.
Après que les apolytikons ont été chantés (lorsqu'on dit une Litia, le rituel prescrit que trois hymnes exactement soit dites), le diacre fait trois fois le tour de la table d'artoclase en encensant chaque fois les offrandes. Le prêtre se découvre ensuite, prend l'une des cinq miches de la main droite et récite la prière :
O Seigneur Jésus-Christ, notre Dieu, qui a béni les cinq miches de pain et avec lesquelles Tu as nourri les cinq mille,
Daigne, Seigneur, bénir ces miches, ce froment, ce vin et cette huile ; multiplie-les dans cette maison et dans le monde ;
Sanctifie tous les fidèles qui les partageront,
Car c'est Toi, Seigneur, qui bénit et sanctifie toute chose.
À Toi toute gloire, avec le Père incréé et l'Esprit saint, consubstantiel et vivifiant,
Aujourd'hui, à jamais et dans les siècles des siècles.
Lorsqu'il prononce les mots miche, froment, vin et huile, le prêtre désigne, de la main droite où il tient une miche, chacune des offrandes et fait le signe de croix, puis il rompt la miche qu'il tient en main.
Les Vêpres continuent alors selon le rituel ordinaire avec la prière Béni soit le nom du Seigneur et le psaume 33. Le Typikon prescrit ensuite des lecture sur le saint du jour ou, les dimanches, des lectures du Nouveau Testament. Pendant ce temps, tous étant assis, un morceau de pain et une gorgée de vin est distribué à chacun pour se soutenir durant le reste des Vigiles, avec la précaution de consommer rapidement ces offrandes pour préserver le temps de jeûne précédant la Communion. Bien que cette coutume soit encore suivie dans les monastères — en particulier sur le Mont Athos —, aujourd'hui, le pain bénit est distribué aux fidèles lorsqu'ils quittent l'église ; dans la pratique russe, à l'Orthros, après la lecture du psaume 50, les fidèles s'approchent pour vénérer l'icône du jour ou l'Évangile (les dimanches) et chacun reçoit une bénédiction et un morceau de pain trempé dans le vin. En Russie, selon les coutumes locales, le blé peut être moulu en farine pour confectionner des prosphores ou bien réservé jusqu'aux prochaines semailles.

### Vigiles pascales
Une Artoclase sans Litia suit les Vigiles du Samedi saint. Le rituel de ce jour proscrivant l'huile ; le pain et le vin seuls sont bénis et distribués aux fidèles avec « six dattes ou figues » ; toutefois, de nos jours, les dattes et les figues sont distribuées seulement dans les monastères, en accord avec une alimentation minimaliste.

## Origines et histoire
La Litia se déroule dans le narthex afin que les catéchumènes et les pénitents qui, autrefois, ne pouvaient pénétrer dans la nef, puissent participer à la fête et recevoir la bénédiction ; les fidèles suivaient le clergé dans le narthex pour exprimer leur amour fraternel aux catéchumènes et aux pénitents.
L'artoclasie, elle, a au départ un sens pratique : l'office de Vigiles durait toute la nuit dans les monastères du monde byzantin, où le chant peut être particulièrement long. L'office débouchait donc, en tout début de matinée, sur la célébration de la liturgie. L'artoclasie permettait alors de recevoir un peu de nourriture pour prendre des forces au milieu de l'office. Le pain bénit et trempé dans le vin était alors distribué après les vêpres, peu avant minuit ; aujourd'hui, il est distribué en même temps que les fidèles reçoivent l'onction, après avoir vénéré l'évangile et l'icône de la fête du jour.
Deux explications ont été données à cette procession : Selon la pèlerine Égérie, après les Vêpres dites auprès du tombeau du Christ, le fidèles se rendaient en procession au lieu du Calvaire où des prières étaient dites avant de se séparer. Au monastère Mar Saba, dans le désert de Judée, à la fin des Vêpres, les moines se rendaient en procession à la tombe de saint Sabas où ils récitaient les prières de la Litia.
Il se peut que cette tradition ait été une adaptation des pratiques de Jérusalem. La liturgie du monastère de Mar Saba est devenue par la suite d'une importance centrale dans le développement du rite byzantin, surtout à partir du xiiie siècle, et la pratique de la Litia s'est répandue dans le reste des Églises d'Orient. Le rite de la procession après Vêpres  se trouve aussi dans le rite ambrosien et fait partie de la liturgie de l'octave de Pâques dans le rite norbertien.